# Tetramethylsilan
Tetramethylsilan (TMS) ist eine chemische Substanz mit der Konstitutionsformel Si(CH3)4, die aus einem zentralen Silicium-Atom (Si) und vier daran gebundenen Methylgruppen (–CH3) besteht.

## Darstellung
Tetramethylsilan lässt sich durch die Grignard-Reaktion aus Siliciumtetrachlorid und Methylmagnesiumchlorid synthetisieren.
Es lässt sich auch durch Reaktion von Chlortrimethylsilan mit Natriummethylaluminiumchlorid darstellen.
{\displaystyle \mathrm {3\ NaCl+AlCl_{3}+2\ Al+3\ CH_{3}Cl\longrightarrow 3\ NaCH_{3}AlCl_{3}} }
{\displaystyle \mathrm {NaCH_{3}AlCl_{3}+(CH_{3})_{3}SiCl\longrightarrow (CH_{3})_{4}Si+NaAlCl_{4}} }
Eine der ersten Synthesen von Tetramethylsilan gelang 1865 James Mason Crafts und Charles Friedel durch Umsetzung von Siliciumtetrachlorid mit Dimethylzink bei 200 °C.
{\displaystyle \mathrm {SiCl_{4}+2\ Zn(CH_{3})_{2}\longrightarrow Si(CH_{3})_{4}+2\ ZnCl_{2}} }

## Eigenschaften

### Physikalische Eigenschaften
Tetramethylsilan ist eine niedrig siedende farblose Flüssigkeit. Der Siedepunkt unter Normaldruck liegt bei 26 °C. Die Dampfdruckfunktion ergibt sich nach Antoine entsprechend log10(P) = A−(B/(T+C)) (P in bar, T in K) mit A = 3,97703, B = 1047,272 und C = −36,057 im Temperaturbereich von 208,93 bis 293.64 K. In fester Phase existieren drei polymorphe Kristallformen. Die folgende Tabelle zeigt die Schmelzpunkte, Schmelzenthalpien und Schmelzentropien. Alle Kristallformen stehen monotrop zueinander.
| Polymorphe Formen von Tetramethylsilan |         |          |                 |                    |
|                                        | Tf in K | Tf in °C | ΔfH in kJ·mol−1 | ΔfS in J·K−1·mol−1 |
| α-Form                                 | 165,92  | −107,23  | 0,703           | 4,24               |
| β-Form                                 | 171,02  | −102,13  | 5,878           | 34,37              |
| γ-Form                                 | 174,07  | −99,08   | 6,874           | 39,51              |

### Chemische Eigenschaften
Tetramethylsilan ist als Flüssigkeit oder Dampf extrem entzündbar. Es bildet leicht entzündliche Dampf-Luft-Gemische. Die Verbindung hat einen Flammpunkt unterhalb von −20 °C. Der Explosionsbereich liegt zwischen 1,0 Vol.‑% (36 g/m³) als untere Explosionsgrenze (UEG) und 37,9 Vol.‑% (1385 g/m³) als obere Explosionsgrenze (OEG). Die Grenzspaltweite wurde mit 0,65 mm bestimmt. Es resultiert damit eine Zuordnung in die Explosionsgruppe IIB. Die Zündtemperatur beträgt 330 °C. Der Stoff fällt somit in die Temperaturklasse T2. Tetramethylsilan ist in Wasser nahezu unlöslich.

## Verwendung

### Als Referenz in der NMR-Spektroskopie
TMS wird in der NMR-Spektroskopie als Standardsubstanz für die Kalibrierung der chemischen Verschiebung von 1H- und 13C-Spektren in organischen Lösungsmitteln verwendet. Dem TMS-Signal wird eine chemische Verschiebung von 0 ppm zugeordnet. Es eignet sich für diesen Zweck aus folgenden Gründen besonders gut:
- TMS liefert in beiden Spektren jeweils ein einziges intensives Signal.
- Das Signal liegt wegen der geringen Elektronegativität von Silicium bei einer niedrigeren Frequenz als die Signale gewöhnlicher organischer Verbindungen.
- TMS ist chemisch weitgehend inert und kann deshalb der Probe als interner Standard zugefügt werden.
- TMS ist leicht flüchtig und kann daher nach der Messung leicht wieder entfernt werden.

#### Alternativen
In wässrigen Lösungen, in denen TMS quasi unlöslich ist, werden stattdessen die wasserlöslichen Derivate DSS (2,2-Dimethyl-2-silapentan-5-sulfonsäure, Natriumsalz) oder TSP (3-(Trimethylsilyl)-propionsäure, Natriumsalz) verwendet. In organischen Lösungsmitteln kann alternativ zu TMS auch Octamethylcyclotetrasiloxan (OMS) verwendet werden, falls ein höherer Siedepunkt erwünscht ist.

### Als Methylierungsmittel
Obwohl TMS – wie oben angegeben – weitgehend inert ist, wurde es erfolgreich als Methylierungsmittel in Transmetallierungsreaktionen eingesetzt:
{\displaystyle \mathrm {(CH_{3})_{4}Si+GaCl_{3}\longrightarrow (CH_{3})_{3}SiCl+GaCl_{2}(CH_{3})} }

## Sicherheitshinweise
Die Dämpfe sind reizend für die Augen und die Atemwege, in höheren Konzentrationen besteht eine narkotische Wirkung.